# Enrico Alfonso
Pour les articles homonymes, voir Alfonso.
Enrico Alfonso est un footballeur italien évoluant au poste de gardien de but. Il est né le 4 mai 1988 à Padoue en Italie.

## Biographie
Jeune portier formé au Chievo Vérone, Enrico Alfonso joue une saison à Pizzighettone ou il dispute neuf matchs. Il est ensuite recruté par l'Inter Milan, où il devrait probablement défendre les couleurs de l'équipe réserve dans un premier temps, puis est prêté en 2008 au Venezia Calcio, en 2009, au Pise Calcio,au Modène FC en 2010 et à Cremonese. 
Durant l'été 2012, il signe un contrat d'une saison à Cremonese.